# Richard Ross

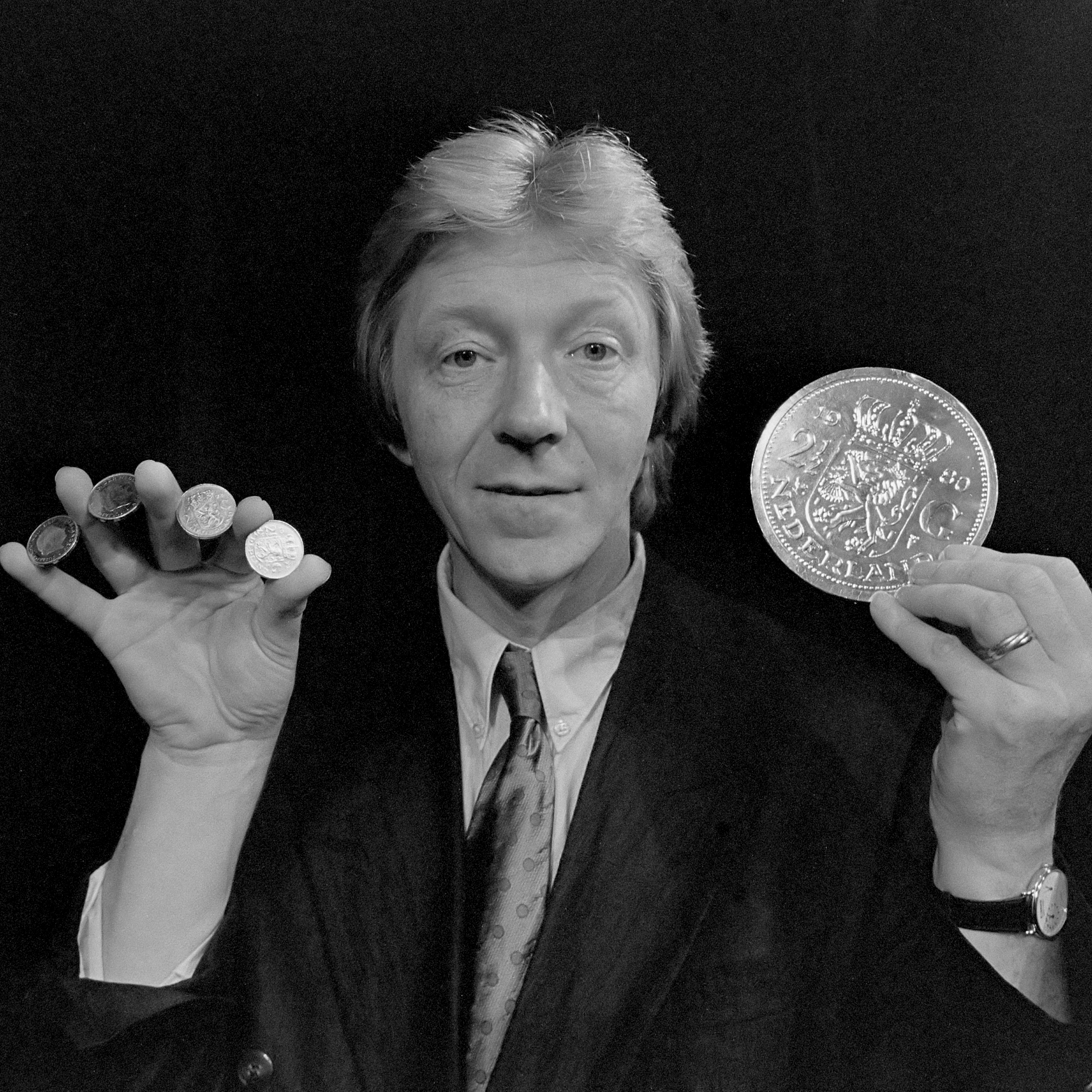
Richard Ross (1988)

Richard Ross, geboren als Richard Rozeboom (Gdańsk, 10 februari 1946 – Bennebroek, 20 mei 2001) was een Nederlands goochelaar. Hij overleed op 55-jarige leeftijd ten gevolge van een hartstilstand.
Ross is vooral bekend geworden door zijn vertoning van het ringenspel, ook wel bekend als linking rings.
Op 18 mei 2007 werd het eerste exemplaar van zijn biografie aangeboden aan zijn weduwe Veronique Ross, zijn broer Tadek Rozeboom, zijn peetdochter Rosita Zimmer en haar zus Daniëlle Zimmer.

## Privé
Ross had geen kinderen. Hij was wel de peetoom van de dochter van zijn broer Amar Zimmer; genaamd Rosita Zimmer.
Ross dreef samen met zijn broer Tadek het Magic Art Center in Bennebroek. Na zijn overlijden nam zijn weduwe het over met hulp van Tommy Wonder. Na Wonders overlijden kreeg zij hulp van Dutch Magic.

## Carrière en prijzen
- 1970: weldkampioen goochelen
- 1973: wereldkampioen goochelen

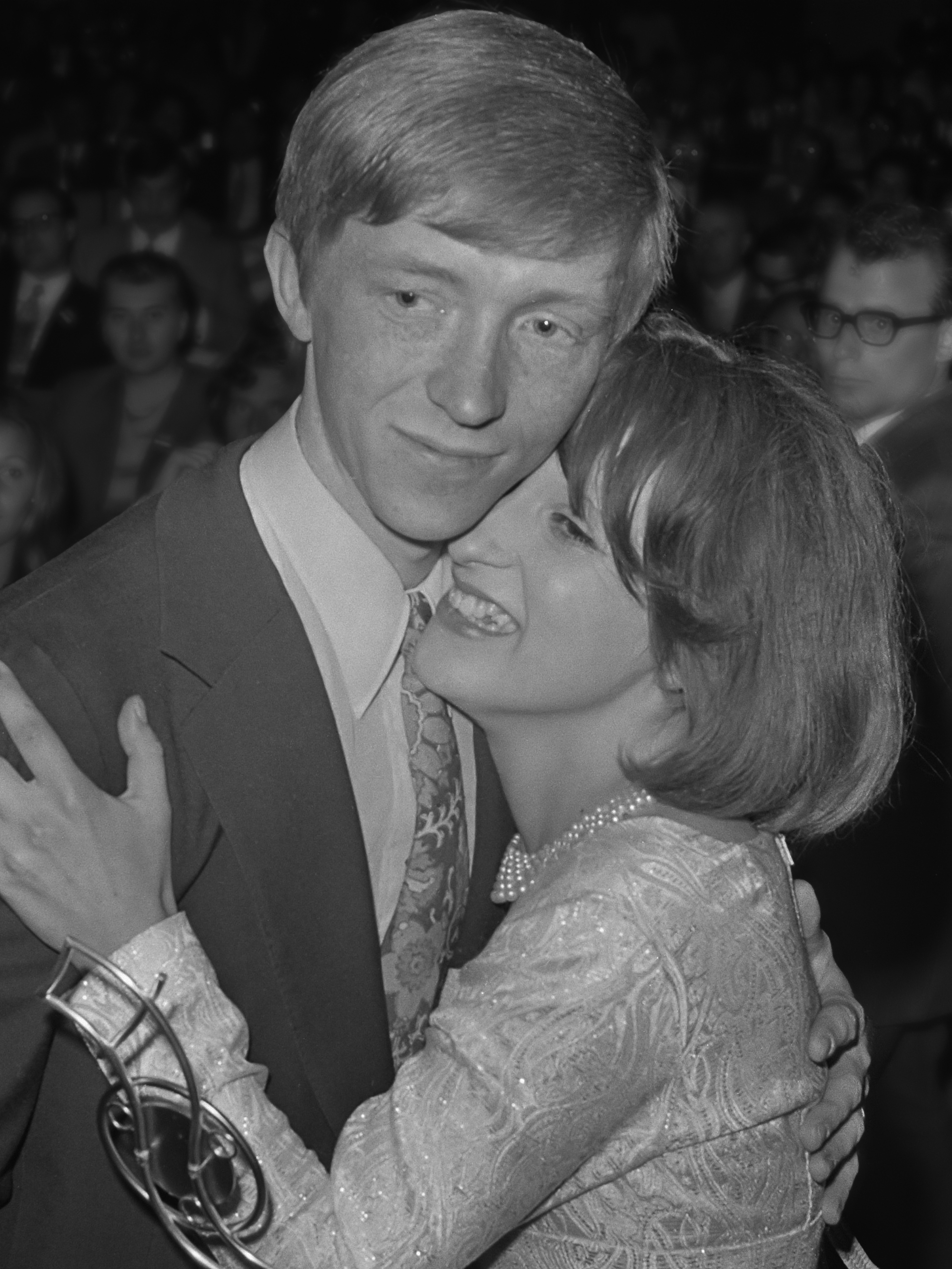
Richard Ross wordt omhelsd door zijn verloofde Tilly Stam (1970)

- 1991: winnaar Gouden Speld (onderscheiding uitgereikt door de Nederlandse Magische Unie).

Tevens is Ross winnaar van de "Performer Fellowship Award" van de "Academy of Magical Arts" in Hollywood, de "Oscar" van de goochelwereld. Hij is naast Fred Kaps en Tommy Wonder en Flip Hallema de enige goochelende entertainer in Nederland die ooit een "Fellowship Award" heeft mogen ontvangen.
Ross is de leermeester voor vele andere goochelaars geweest, zoals Hans Klok en Christian Farla.

## Magic Art Center
In 1986 kocht Ross in Bennebroek een oude bollenschuur. Samen met zijn broer Tadek toverde hij dit gebouw om in een klein theater. De bedoeling was dat het Magic Art Center het trainingscentrum zou worden voor het televisieprogramma De 1-2-3-show.